# Čorkova uvala
Čorkova uvala prašuma je bukve i jele na području NP Plitvička jezera koja se prostire na 80 ha.  Smatra se prašumom zato što se u njoj nikada nije gospodarilo. Nalazi se na nadmorskoj visini od 840 metara.
Postoje ovakvi objekti i u okvirima formalno zaštićenih objekata prirode. 
Sama prašuma Čorkova uvala prostire se na površini od 80 ha i predstavlja jedan značajan objekt koji obuhvaća sve stadije razvoja iskonske šume ovog područja s naglašenom optimalnom fazom razvoja. To pretpostavlja da ćemo u sljedećim desetljećima i stoljećima pratiti njenu prirodnu degradaciju i propadanje da bi se ponovo vratila svom prirodnom optimumu.